# Лаговский сельский округ
Лаговский сельский округ — упразднённая административно-территориальная единица, существовавшая на территории Подольского района Московской области в 1994—2006 годах.
Подвязновский сельсовет был образован в первые годы советской власти. По данным 1919 года он входил в состав Молодинской волости Подольского уезда Московской губернии.
В 1920 году Подвязновский с/с был переименован в Подчищаловский сельсовет, но уже в 1922 году он вновь стал Подвязновским.
5 декабря 1925 года Подвязновский с/с был переименован в Лаговский сельсовет, но уже в 1926 он опять стал Подвязновским.
В 1927 году Подвязновский с/с был переименован в Лаговский с/с вторично.
В 1926 году Подвязновский с/с включал деревни Алтухово, Подвязново, Подчищаловка, Романцево, посёлок Львовский, а также хутор, 2 школы, 3 будки, ветеринарный пункт, 2 казармы и лесную сторожку.
В 1929 году Лаговский сельсовет вошёл в состав Подольского района Московского округа Московской области. При этом он был переименован в Подчищаловский сельсовет.
14 июня 1954 года центр Подчищаловского с/с был перенесён в селение Львовская, а сам сельсовет переименован в Львовский сельсовет.
22 июня 1954 года из Львовского с/с в Сертякинский сельсовет были переданы селения Большое Толбино и Малое Толбино, а в Молодинский с/с — селение Лаговское.
26 декабря 1956 года во Львовский с/с из Сынковского с/с были переданы селения Александровка, Валищево, Лопаткино, Меньшово, посёлок отделения совхоза «Одинцово-Вахромеево» и территория санатория «Пролетарий», а из Молодинского с/с — селения Алтухово, Лаговское, Матвеевское, Михалицы и Романцево.
15 июня 1959 года селение Подчищалово было передано из Львовского с/с в черту р.п. Львовский. Центр Львовского с/с был перенесён в селение Лаговское, а сам сельсовет переименован в Лаговский сельсовет. Одновременно к нему был присоединён Сертякинский с/с.
1 февраля 1963 года Подольский район был упразднён и Лаговский с/с вошёл в Ленинский сельский район. 11 января 1965 года Лаговский с/с был возвращён в восстановленный Подольский район.
25 октября 1984 года из Сынковского с/с в Лаговский были переданы селения Бережки, Коледино и посёлок Бережки.
22 января 1987 года в Лаговском с/с были упразднены селение Михалицы и посёлок ДСР-1.
3 февраля 1994 года Лаговский с/с был преобразован в Лаговский сельский округ.
4 апреля 2002 года в Лаговском с/о посёлок Бережки был присоединён к деревне Бережки.
7 июня 2002 года в Лаговском с/о была образована деревня Борьево.
1 ноября 2004 года в Лаговском с/о была образована деревня Новоколедино.
В ходе муниципальной реформы 2004—2005 годов Лаговский сельский округ прекратил своё существование как муниципальная единица. При этом все его населённые пункты были переданы в сельское поселение Лаговское.
29 ноября 2006 года Лаговский сельский округ исключён из учётных данных административно-территориальных и территориальных единиц Московской области.